# Radiolab
Radiolab is een radioprogramma van de Nederlandse Publieke Omroep op Radio 1. De eerste uitzending was op 2 mei 2009. Het programma vult het gat dat in de programmering valt door de zomerstop van NOS Langs de Lijn.
In het programma wordt geëxperimenteerd met verschillende formats. Alle omroepen konden ideeën indienen die werden beoordeeld door een redactie, samengesteld uit vertegenwoordigers van verschillende omroepen. De programma's worden gemaakt door de afzonderlijke omroepen. 